# Сарепска горчица
Сарепската горчица (Brassica juncea) е листен зеленчук, чиито семена се използват също така и за производство на растително масло. B. juncea подвид tatsai е селектирана да развие особено дебело стъбло, използвано за китайската туршия „жа чай“.
Сарепската горчица може да хиперакумулира кадмий.

## Кулинарни приложения
Листата на сарепската горчица са съществен елемент от „соул“ кухнята. Те имат по-остър вкус от близките сортове зеле (Brassica oleracea) (обикновено зеле, къдраво зеле, листно зеле и т.н.) и често се смесват с тези видове с по-мек вкус в ястие от „смесени листа“, което може също да включва и листа от диворастящи видове като глухарче. Както и другите зеленчуци в „соул“ кухнята, те се овкусяват, като се варят дълго с различни продукти от пушено свинско месо. Те имат много високо съдържание на витамин A и витамин K.
Китайската и японската кухни използват много повече листата на сарепската горчица. Отглеждат се и се използват много различни сортове B. juncea. В Азия те обикновено се пържат или правят на туршия.